# Fallout (jeu vidéo)
Pour les articles homonymes, voir Fallout (homonymie).
Fallout: A Post Nuclear Role Playing Game est un jeu vidéo de rôle en 2D et au tour par tour de type monde ouvert. Développé et édité par Interplay Productions (le nom antérieur de Black Isle Studios), le jeu est publié en 1997 aux États-Unis et sort en 1998 en France.
L'univers du jeu évolue dans une ambiance post-apocalyptique qui fait suite à une guerre nucléaire ayant touché le territoire des États-Unis, et où les survivants sont issus de la civilisation uchronique antérieure, empreinte de science-fiction des années 1950. Le protagoniste de Fallout est un des habitants de l'« Abri 13 », une installation souterraine faisant partie d'un complexe d'abris antiatomiques à long terme créé par le gouvernement nord-américain avant la guerre. Le personnage est chargé de trouver un composant électronique de remplacement pour sauver son Abri, menacé d'une mort certaine. En chemin, il met au jour une menace qui pourrait avoir des conséquences encore plus dramatiques sur la survie de son groupe, et agit pour y remédier.
Le joueur a la possibilité de personnaliser son personnage. Il est libre d'explorer la carte de l'espace de jeu comme il le souhaite et d'interagir avec les autres survivants. Avec ces derniers, il peut dialoguer pour obtenir des informations, marchander, accepter des missions ou encore s'engager dans des combats au tour par tour, qui utilisent un système de points d'actions. Le joueur peut aussi recruter jusqu'à quatre personnages pour accompagner son héros. Au cours du jeu, diverses quêtes s'offrent au personnage du joueur, qui sont rendues moralement ambiguës et qui sont conçues pour permettre plusieurs approches, très diversifiées, afin de les accomplir. Les actions du personnage au cours du jeu affectent également sa réputation, ce qui déterminera le comportement des personnages non-joueurs par rapport à lui.
Le développeur en chef de Fallout, Tim Cain, commence à travailler seul sur le projet en 1994. Pendant une grande partie du développement, le jeu se base sur le système de jeu de rôle générique GURPS de Steve Jackson Games. Vers la fin du développement, Interplay abandonne la licence GURPS après que Steve Jackson Games se soit opposé à la violence du jeu, obligeant Cain et le game designer Christopher Taylor (en) à créer un nouveau système de personnalisation des personnages, nommé SPECIAL. La distribution vocale comprend dix-neuf personnes, dont l'acteur Ron Perlman dans le rôle du narrateur. Le thème principal du jeu est la chanson Maybe (en) du groupe The Ink Spots.
Fallout est considéré comme le successeur spirituel du jeu vidéo Wasteland (1988). Prenant un aspect rétrofuturiste qui englobe des sous-genres, comme l'Atompunk ou le Raygun Gothic (en), le jeu est influencé par plusieurs œuvres littéraires et cinématographiques sur l'Âge atomique, comme Un cantique pour Leibowitz (1960), A Boy and His Dog (1975) ou Mad Max (1979-1985).
Après trois ans et demi de développement, Fallout sort en Amérique du Nord en octobre 1997. Le jeu est acclamé par la critique à sa sortie, qui loue son gameplay ouvert, son système de personnages, son intrigue complexe et son cadre original. Le jeu est par la suite reconnu pour avoir relancé la popularité du genre du jeu vidéo de rôle, alors en déclin durant les années 1990. Succès commercial, vendu à 600 000 exemplaires dans le monde à la date de 2017, Fallout est souvent répertorié parmi les plus grands jeux vidéo de tous les temps.
Il est suivi d'un certain nombre de suites et de jeux dérivés, étant l'initiateur de la franchise Fallout dont la propriété intellectuelle est rachetée par Bethesda Softworks en avril 2007. Une adaptation télévisée de la franchise est diffusée à partir d'avril 2024 sur le service Prime Video.

## Univers

### Toile de fond

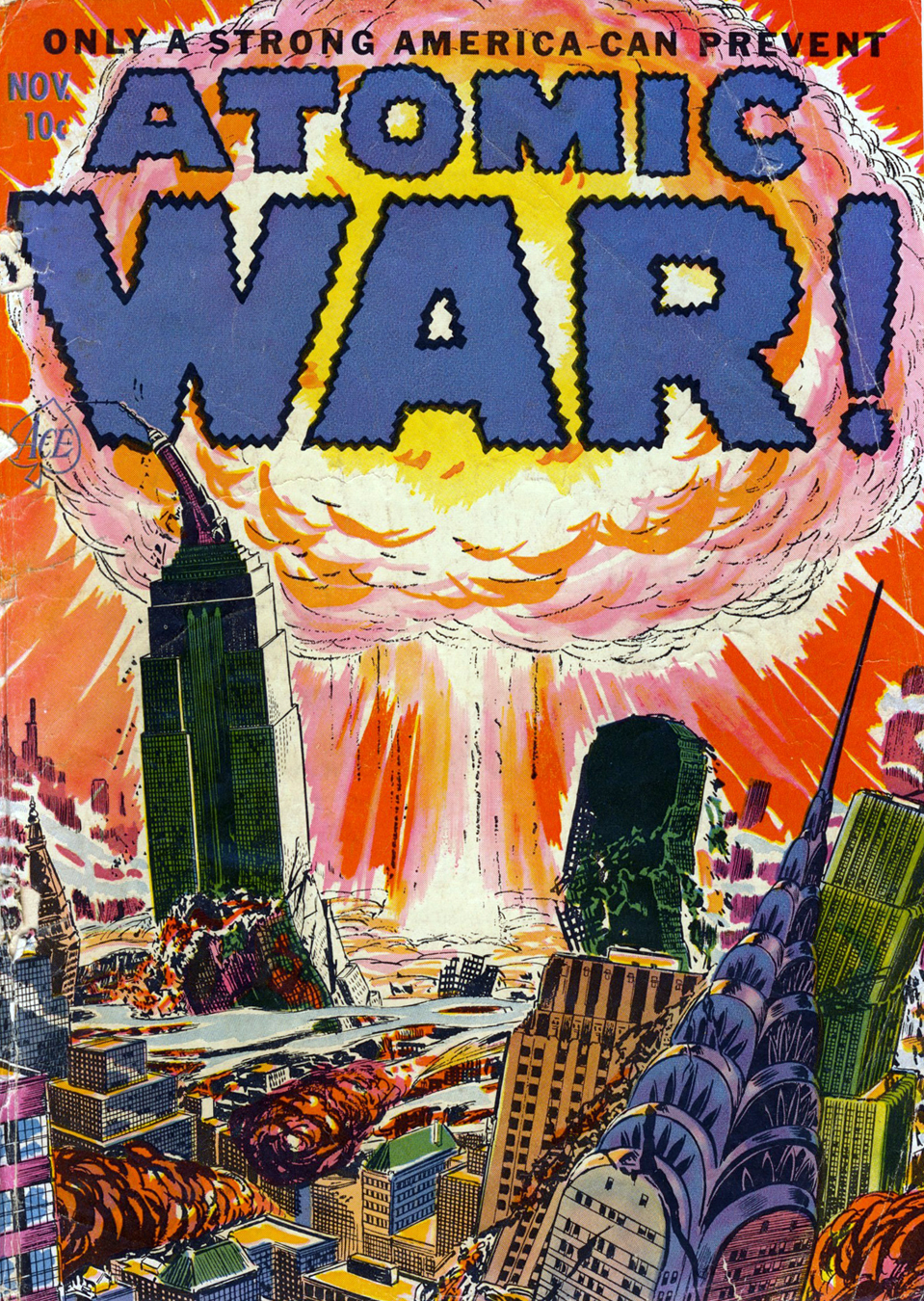
Couverture du premier numéro du comics Atomic War! de 1952.

Dans l'histoire du jeu, la civilisation humaine est tombée en ruines à la suite d'une guerre nucléaire déclenchée le 23 octobre 2077. Mais, auparavant, certains citoyens sélectionnés des États-Unis avaient trouvé refuge dans des abris anti-atomiques souterrains (des « Abris » ou Vault en VO), construits par le gouvernement américain en prévision de la guerre sino-américaine qui menaçait alors. Ces habitants ont pu ainsi survivre à l’holocauste nucléaire.
Le jeu se déroule sur la côte ouest des États-Unis, en Californie, au sein du « Wasteland » — le surnom du pays depuis la guerre, une région en majorité désertique et ravagée.
Le joueur incarne « l'Habitant de l'abri » (Vault dweller en VO), un descendant de l'un de ces abris souterrains, l'Abri 13. Vivant en sécurité à l'intérieur de l'abri depuis sa naissance, l'Habitant de l'abri est choisi par le « Dirigeant de l'abri » pour sauver l'Abri 13.

### Résumé
Le Dirigeant de l'abri, qui supervise l'Abri 13, envoie en mission l'Habitant de l'abri afin de trouver une puce électronique de rechange dans un autre abri avant que les réserves en eau de l'Abri 13 ne soient épuisées, dans 150 jours,.
Durant ses recherches, l'Habitant de l'abri arrive à Necropolis, une ville ravagée dans laquelle vivent de nombreuses goules, mais qui sont sous la coupe de Super-mutants (des créatures agressives, de couleur verte, difformes et surdéveloppées physiquement). En explorant les lieux, il découvre l'emplacement souterrain de l'Abri 12, d'où il obtient la puce de rechange qu'il cherchait.
Après être revenu victorieux de la quête de la puce d'eau, l'Habitant de l'abri informe le Dirigeant de l'abri de la présence des Super-mutants dans le Wasteland. Inquiet de savoir que cette population de mutants, croissante et évoluant à la surface, pourrait un jour apprendre l’existence de l'Abri 13, le Dirigeant de l’abri demande alors à l'Habitant de l'abri de juguler cette menace.
L'Habitant de l'abri découvre ensuite que la présence des Super-mutants n'est nullement le fait du hasard, mais qu'elle est le résultat du travail du « Maître », un être mystérieux qui est le chef des Super-mutants, et dont le but est de créer une armée afin d'unifier les terres désolées du Wasteland sous son pouvoir. L'Habitant de l'abri se rend ensuite à la base militaire de Mariposa où il détruit les cuves qui contiennent le virus . Puis il se rend à la Cathédrale (une zone non loin du Cimetière), le repère de la secte des Enfants de la Cathédrale. Il y trouve un escalier souterrain secret qui le conduit à l'Abri de la ville de Los Angeles, là où il peut se confronter au Maître. Il a alors trois choix : convaincre le Maître qu'il a tort (en lui expliquant que les Super-mutants sont stériles), faire exploser sa base ou le tuer au combat.
De retour en héros à l'Abri 13, l'Habitant de l'abri est cependant banni par le Dirigeant de l'abri, car ce dernier craint que les nouvelles connaissances du héros sur le monde extérieur puissent perturber la vie de la communauté, amenant les habitants de l'Abri 13 à le quitter. L'Habitant de l'abri est alors forcé de repartir dans le Wasteland, à la recherche de son destin.
Peu après cette séquence, le jeu présente divers écrans racontant les conséquences des actions du joueur au cours du jeu, par rapport aux différents protagonistes de l'histoire.

### Personnages et lieux
Note : les noms des acteurs entre parenthèses sont les voix des comédiens incarnant les personnages du jeu.
Le « Dirigeant de l'abri » (Vault overseer en VO ; Kenneth Mars), le superviseur de l'Abri 13, envoie l'Habitant de l'abri pour être le premier à affronter le monde extérieur, 84 ans après la fin de la guerre. En effet, le 5 décembre 2161, la puce électronique de l'Abri 13 servant à filtrer l'eau contaminée (water chip) vient de tomber en panne. Le Dirigeant de l'abri envoie alors en mission l'Habitant de l'abri afin de trouver une puce de rechange dans un autre abri, avant que les réserves en eau de l'Abri 13 ne soient épuisées ; au début du jeu, il reste 150 jours pour éviter la catastrophe.
Le monde extérieur à l'Abri 13, nommé le « Wasteland », est un lieu dévasté où vivent les descendants des survivants de la guerre atomique, des bandits et des créatures mutantes hostiles, avec qui le joueur devra interagir ou combattre
. Si des villages et des villes ont pu se former, les radiations restent présentes dans certaines zones,. L'univers de Fallout décrit ainsi une ambiance de monde en ruines et présente un équipement basé sur une civilisation post-apocalyptique, celle-ci venant à la suite d'une civilisation rétro-futuriste calquée sur la science-fiction américaine des années 1950 (genres Atompunk et Raygun Gothic (en)).
Le principal antagoniste du jeu est le Maître (The Master en VO ;  Jim Cummings / Kath Soucie), le chef des Surper-mutants. Son bras-droit est le Lieutenant (Tony Jay), qui contrôle la base militaire secrète de Mariposa.
Le protagoniste peut avoir plusieurs compagnons durant l'aventure : Ian, un mercenaire qui se repose aux village des Sables ombragés ; Tycho, un ranger du désert ; Katja, une membre des Disciples de l'Apocalypse et Dogmeat (en), un chien que le joueur trouve à Dépôtville,.

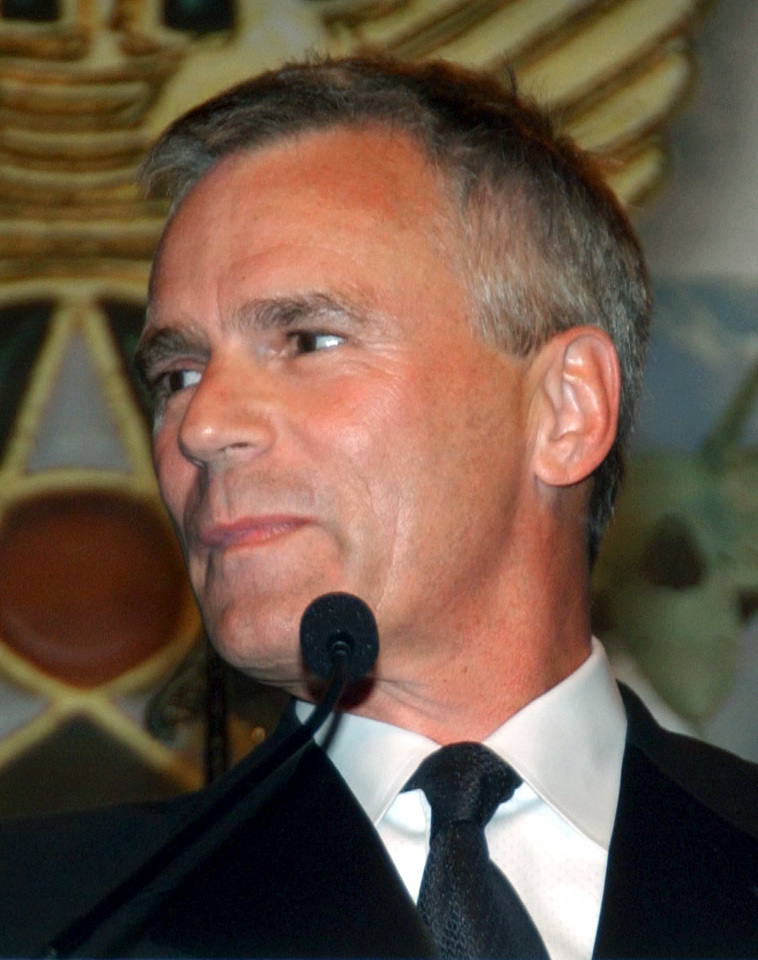
L'acteur Richard Dean Anderson prête sa voix au personnage de Killian Darkwater, le maire de Dépôtville dans le jeu.

Au cours de l'aventure, le joueur fait de nombreuses rencontres dans les villes et villages du Wasteland. Il rencontre notamment Aradesh (Tony Shalhoub), le chef des Sables ombragés (« Shady Sands » en VO), un petit village paisible fondé par des réfugiés de l'Abri 15 (un abri proche de l'Abri 13) et l'un des premiers lieux visité par le personnage du joueur après être sorti de son abri,. Le village est régulièrement attaqué par les pillards Khan, ainsi que par des Radscorpions, des versions mutantes et géantes de scorpions. Dans le village, se trouve également Tandi (Cree Summer), la fille d'Aradesh.
Plus tard, le protagoniste rencontre Killian Darkwater (Richard Dean Anderson) qui tient la triple-casquette de maire, shérif et marchand de Dépôtville (« Junktown » en VO), un petit village autonome et prospère. Le propriétaire du casino local, Gizmo (Jim Cummings) lui conteste cependant une part de pouvoir, notamment grâce à sa petite bande de truands.
La plus grande ville du jeu, nommé le Centre (« The Hub » en VO), est divisée en plusieurs quartiers ; le Centre fait office de plaque tournante du commerce du Wasteland grâce à ses caravanes de marchandises qui font le voyage partout dans la région, mais aussi grâce à ses vendeurs d'eau qui possèdent une installation de purification. On y trouve aussi des marchands, comme notamment Butch Harris (Ron Perlman) qui dirige l'établissement Far Go Trader, mais la cité fait également la part belle aux trafics en tout genre, notamment grâce à Decker (Keith David), le chef criminel de l'Underground ou encore Loxley (Jeff Bennett), le chef de la guilde des voleurs. On peut également y trouver Harold (Charlie Adler), un ancien marchand, âgé de cinq ans lorsque la guerre a commencé et qui est devenu un mutant (une « goule ») après avoir été contaminé par un virus, comme de nombreux autres survivants.
C'est à Necropolis, une ville délabrée et isolée, que les goules vivent principalement, dirigés par leur chef Set (Jim Cummings),. S'y trouve également Harry (Brad Garrett), un Super-mutant qui garde le réservoir d'eau de la ville.

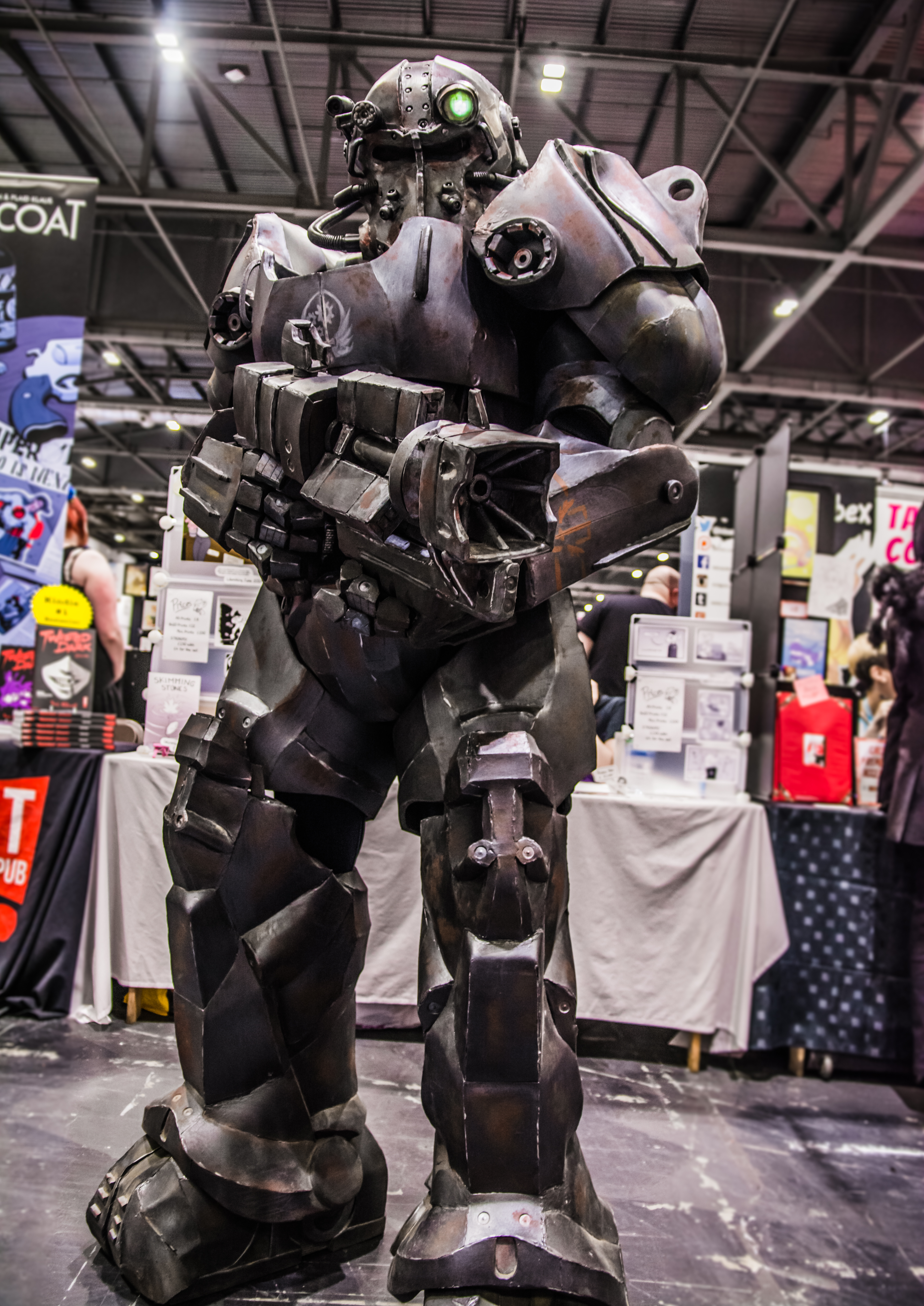
Cosplay d'un des modèles de l'emblématique armure Power Armor des membres de la Confrérie de l'Acier (ici, celle du jeu Fallout 3).

Parmi les lieux restants, on trouve le Cimetière (« Boneyard » en VO), une zone nichée dans les ruines de Los Angeles qui comprend plusieurs communautés, notamment une zone à l'est de la ville infestée de Griffemorts (« Deathclaws » en VO), des créatures sauvages parmi les plus puissantes et les plus dangereuses du jeu. Autre endroit, le Rayon (« The Glow » en VO) est quant à lui un lieu sinistre et isolé, nommé ainsi à la suite du bombardement atomique pendant la guerre quand un missile l'a touché de plein fouet, arborant depuis un cratère ; l'exploration de cette zone particulière sans précautions est très dangereuse, en raison du taux de radiation très élevé qui y règne.
Plusieurs factions parsèment également le Wasteland :
- la Confrérie de l'Acier (« Brotherhood of Steel » en VO), un groupe situé à Lost Hills dans un ancien bunker gouvernemental reconverti en quartier général. Ordre militaire descendant de l'U.S. Army, la Confrérie de l'Acier a pour but de retrouver et préserver le savoir technologique d'avant la guerre atomique[20]. Dirigée par le Haut Aîné John Maxson (Frank Welker[T 1]), la Confrérie est composée de scribes comme Vree (CCH Pounder[T 1]) chargés de compiler les savoirs perdus[GO 20], mais aussi de chevaliers comme Rhombus (Clancy Brown[T 1]) qui est leur chef[GO 21], ou encore de Cabbot (Richard Moll[T 1]), l'un des gardes de l'entrée du bunker[GO 22]. Les chevaliers sont équipés d'armures technologiques impressionnantes et disposent d'un armement surpuissant[21] ;
- la secte des Enfants de la Cathédrale, qui se trouve au Cimetière, est dirigée par Morpheus (David Warner[22])[GO 23]. La prêtresse Jain (Tress MacNeille[T 1]) en est une membre[GO 24], tandis que Laura (Kath Soucie[T 1]) s'y trouve comme espionne pour le compte de l'organisation humanitaire adverse des Disciples de l'Apocalypse[f],[GO 25], menée par Nicole[GO 26] (Pamela Adlon[T 1]) et dont le but est la paix[GO 27].

## Système de jeu

### Présentation

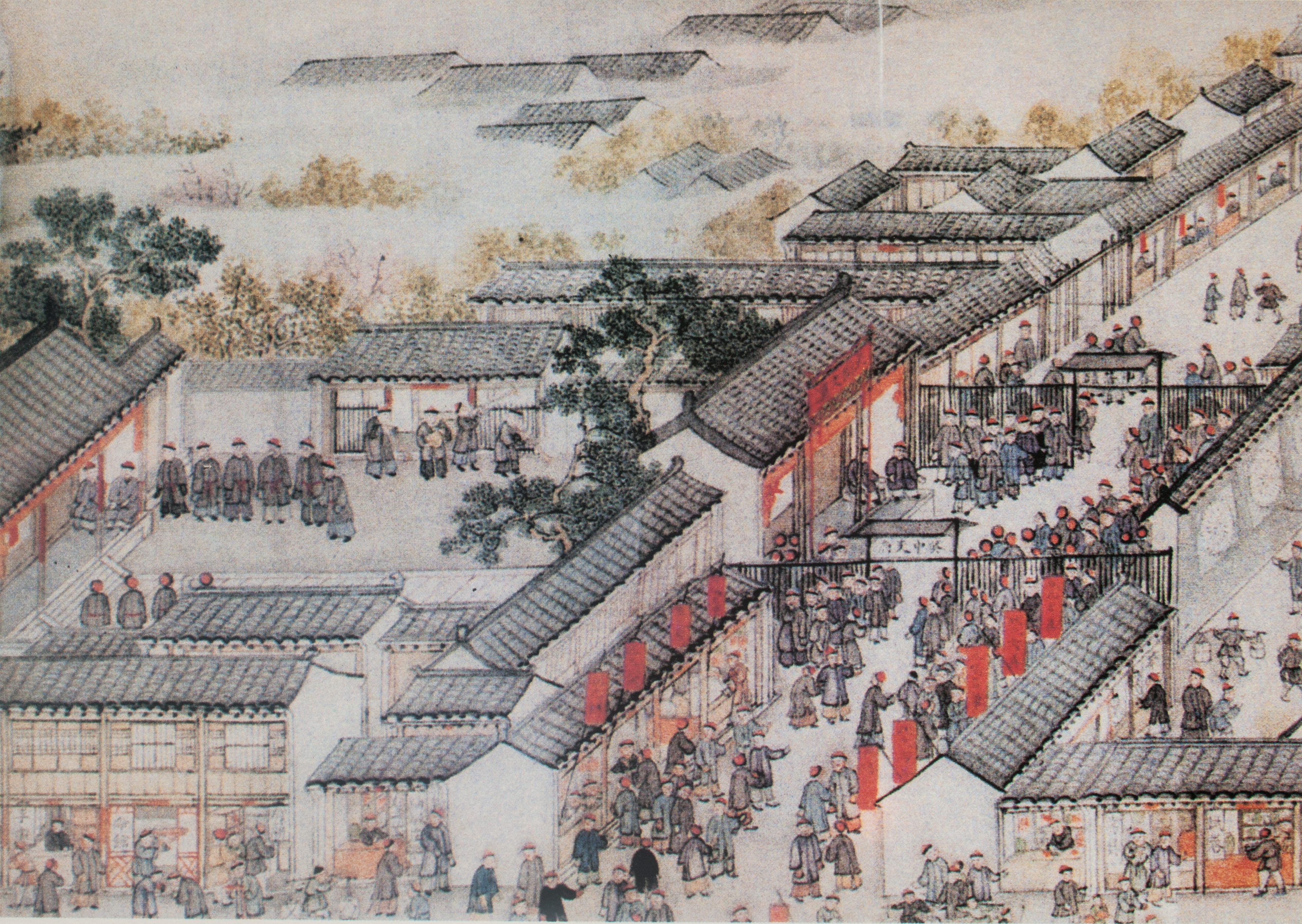
Exemple d'une perspective cavalière comme celle utilisée dans le jeu.

Les graphismes de Fallout sont conçus en 2D isométrique offrant une perspective oblique cavalière. Le déplacement et les actions reprennent ainsi les codes d'un jeu en pointer-cliquer. Le jeu offre la possibilité de déplacer légèrement l'écran dans une zone.
Les déplacements sur de longues distances sont gérés sur une carte interactive. La découverte de points d'intérêts ou de rencontres sur la carte, certains étant situés aléatoirement, renvoie le joueur à la perspective isométrique. Le personnage dispose d'un Pip-Boy 2000 (en), un dispositif électronique accroché à son bras qui lui permet de regarder la carte, voir ses quêtes, ses statistiques et ses compétences.
Autre aspect innovant du jeu, durant son aventure le joueur peut se comporter comme il le souhaite, que ce soit en héros ou bien en un vil personnage, ayant le choix de jouer de façon positive ou négative. La manière de se comporter du joueur affecte la réputation de son personnage, et détermine le comportement des personnages non-joueurs (PNJ) par rapport à celui-ci. Le jeu est conçu pour permettre au joueur plusieurs approches très diversifiées pour surmonter les situations de jeu, laissant une grande liberté d'action. La large liberté de mouvement et d'action est un des points forts du jeu ; un joueur avec un personnage intelligent peut avoir plus de choix lors de certaines rencontres, en fonction des options de dialogue disponibles avec les PNJ.

### Création et évolution du personnage

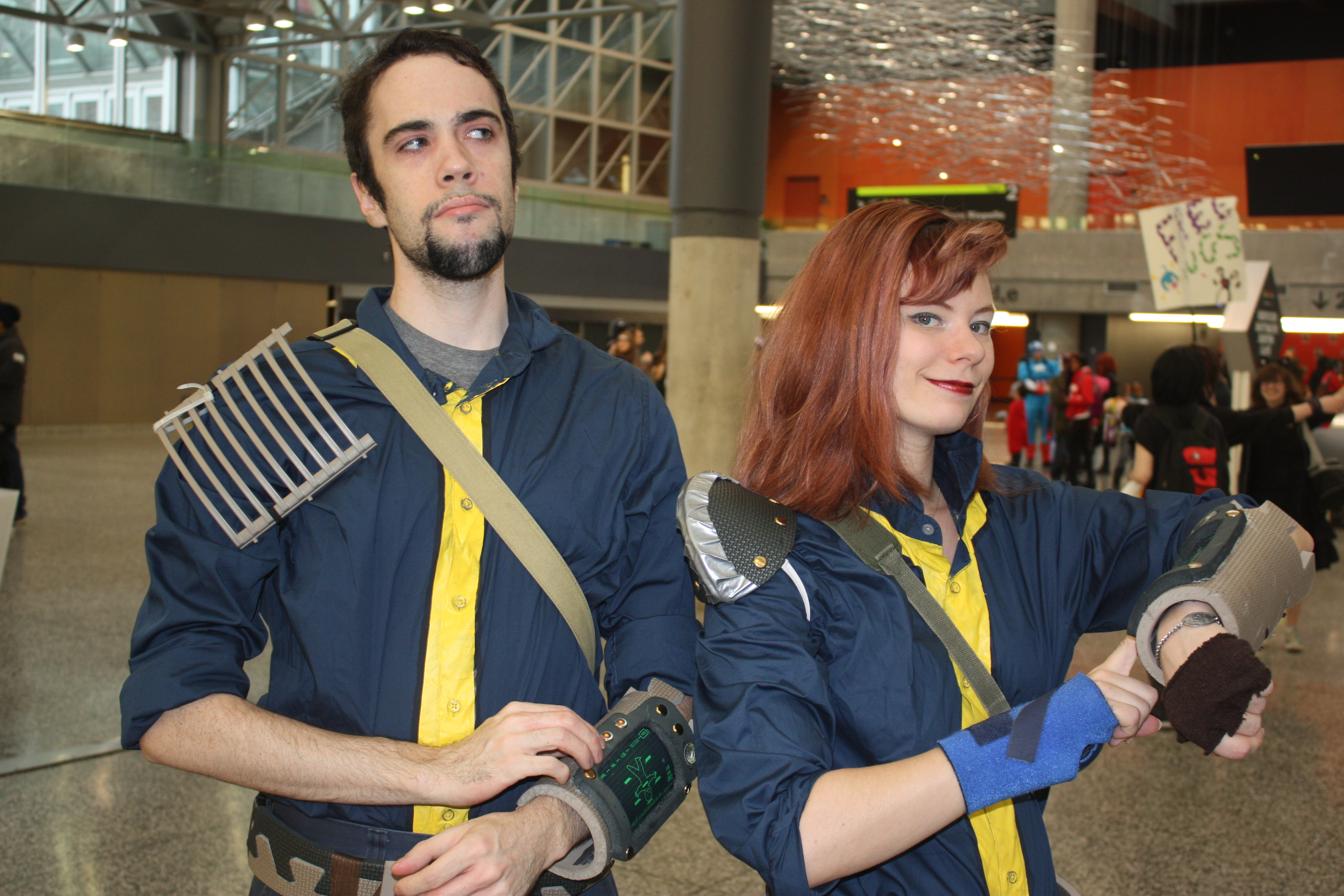
Deux cosplayeurs vêtus de combinaisons similaires à celles des habitants de l'Abri 13, et portant chacun au bras un Pip-Boy.

Au début d'une nouvelle partie, le joueur a le choix entre prendre l'un des trois personnages pré-générés du jeu (Max, Natalia ou Albert), les modifier ou en créer un autre de toutes pièces. Il a toute latitude pour choisir le sexe, l'âge (allant de 16 à 35 ans) et le nom de son personnage.
Le système de création de personnage de Fallout est nommé SPECIAL, acronyme des sept attributs de base : Strength (Force) ; Perception ; Endurance ; Charisma (Charisme) ; Intelligence ; Agility (Agilité) et Luck (Chance).
Chaque caractéristique du personnage est notée de 1 (nul) à 10 (excellent), mais par défaut est fixée à 5. Le personnage dispose de 5 points supplémentaires à distribuer dans ses caractéristiques, mais il est possible de diminuer (ou augmenter) le score d'une caractéristique pour récupérer des points, pourvu que tous les points soient distribués. La variation d'un attribut de base a des conséquences sur les attributs secondaires du personnage, tels que la résistance aux radiations, les PI (Points d'Impact, les points de vie), les PA (Points d'Action) ou les coups critiques, ainsi que sur ses compétences. Par ailleurs, un personnage avec un attribut faible souffre aussi de conséquences directes : avec une Intelligence très faible, le personnage aura de grandes difficultés pour s'exprimer correctement, communiquant sous la forme d'un galimatias et de grognements, tandis qu'une Force faible limitera l’équipement qu'il pourra porter sur lui,.
En plus de ses sept attributs de base, le personnage possède des compétences qui représentent (sous forme de pourcentages) la possibilité de réussir une situation donnée, comme commercer, crocheter une serrure ou consulter un ordinateur. À la création du personnage, le joueur dispose d'un petit montant de points de compétences qu'il devra dépenser pour augmenter un peu celles qu'il souhaite. Simultanément, il devra accorder un bonus à trois compétences de son choix (des « atouts »), permettant d'orienter le personnage dans un sens ou un autre, pouvant être une personne plus diplomate ou une personne douée au corps à corps par exemple. Ces trois compétences bonifiés gagnent immédiatement 20% et gagnent plus d'expérience que les autres et sont augmentées du double de points de compétences que leur joueur y dépense par la suite. Le joueur est libre d'attribuer ces points de compétence là où il le veut, à charge pour lui de faire les bons choix dans l'orientation de son personnage pour progresser dans l'aventure, sachant qu'il est possible d'atteindre les 200 % dans une compétence,.
Enfin, il peut choisir jusqu'à deux « traits », c'est-à-dire des capacités spéciales du type « tireur d’élite », « don à la naissance », « personne baraquée », chanceuse ou encore cultivée. Chaque trait donne un bénéfice mais possède aussi un contrecoup.
Tout ceci fait que le joueur n'a pas une orientation figée au départ pour son personnage, pouvant choisir la manière dont celui-ci évoluera (combattant, furtif, social, etc.). En effet, au fil de l'aventure, à chaque fois qu'il gagne des niveaux, le personnage reçoit un montant de points de compétence à répartir comme précédemment. Il peut donc se spécialiser encore plus à chaque fois, voire adopter un profil généraliste en dépensant ses points de compétence dans chaque domaine.
Le personnage bénéficie de points d'expérience (PE) au fur et à mesure qu'il progresse dans le jeu. Il en gagne en résolvant des quêtes, en découvrant de nouveaux endroits, en tuant ses adversaires ou en utilisant à bon escient certaines de ses compétences (comme le vol à la tire, le crochetage de serrures ou le secourisme par exemple). Des paliers, suivant une suite logique — 1 000 PE, 3 000 PE, 6 000 PE pour les trois premiers —, lui permettent de passer de niveaux. Le niveau le plus élevé est le 21.
À chaque niveau, le personnage obtient un montant de points de compétence qu'il doit dépenser pour s’améliorer. Comme expliqué plus haut, un point dépensé dans un des trois « atouts » équivaut à deux points. Durant le jeu, il est aussi possible de trouver des manuels qui permettent d'augmenter ces compétences.[réf. nécessaire] Le personnage gagne aussi des Points d'Impact (PI), le rendant plus résistant et améliorant ses chances de survie. Par ailleurs, à tous les niveaux multiples de 3, il peut choisir un « trait » supplémentaire, ce qui lui donne des avantages nouveaux.

### Combats  et interaction avec les autres personnages

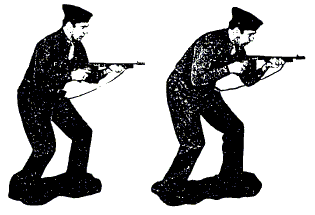
Lors d'un combat, le joueur doit faire attention à la position de son personnage, au risque que celui-ci ne soit victime d'un tir ami de la part de ses alliés.

Les combats se font au tour par tour en utilisant un système de points d'actions (PA) dont le nombre est variable selon les statistiques du personnage. Chaque action entraîne la consommation d'un certain nombre de PA, qui, lorsqu'ils sont épuisés, mettent fin au tour de jeu. Le combat s'enclenche automatiquement si un ennemi est trop proche ou si un individu devient soudainement hostile. Le « Système de Visée Assistée de Vault-Tec » (VATS) permet de viser une partie précise du corps de l'ennemi.
Parmi les différentes armes, on trouve notamment des armes blanches (couteau, gourdin, marteau, etc., voire des armes de mêlée comme des poings américains et autre), des armes à feu comme des pistolets, fusils, pistolets-mitrailleurs, mitrailleuses, lance-roquettes, lance-flammes ou encore des armes à énergie (laser, plasma, impulsion magnétique) et des explosifs (grenades, plastic). Certaines armes ont plusieurs modes de tir. Le joueur regagne de la vie avec le temps ou en utilisant certains objets comme des Stimpaks, voire en utilisant ses compétences (Premier soins et Secourisme).
La plupart des interactions avec les personnages non joueurs du jeu se font en mode isométrique, avec des dialogues écrits dont le joueur sélectionne les réponses dans une liste. En fonction de ses caractéristiques d'Intelligence et de Charisme, de ses affinités avec son interlocuteur ou de certaines compétences du personnage, il est possible d'accéder à des dialogues différents ou supplémentaires.

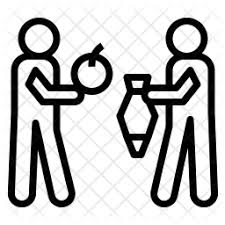
Le joueur a la possibilité de faire du troc avec les autres personnages.

Par ailleurs, certains personnages clés ont une interaction plus poussée, et communiquent avec le joueur sous la forme d'une figure en gros-plan qui s'anime et parle au joueur, appelées des Talking heads (« têtes parlantes ») ; vingt-et-un personnages sont ainsi dotés d'une voix.
On peut aussi faire du commerce avec les autres personnages, pour obtenir les objets dont le héros à besoin. La monnaie de base est la « capsule »,. Il est aussi possible de troquer des objets contre d'autres, chacun ayant une valeur déterminée.
Le personnage du joueur peut être accompagné par des alliés, qui le suivent dans son aventure et combattent avec lui. Le joueur ne peut toutefois pas diriger lui-même les alliés pendant les combats, même s'il peut auparavant leur donner des directives en leur parlant hors combat, en suggérant leur armement et leur équipement, mais de manière limitée. Le joueur n'a pas accès à l'inventaire d'un allié et doit marchander avec lui s'il veut obtenir un de ses objets. Il peut aussi les abandonner à un endroit et les reprendre plus tard dans son équipe[réf. nécessaire].

## Développement

### Concept et influences

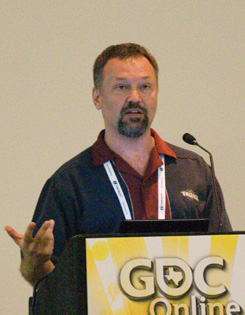
Au départ, seul Tim Cain travaille sur le projet.

Le fondateur d'Interplay Brian Fargo envoie un email à ses employés pour connaitre leur avis sur trois licences qu'il souhaite adapter : Vampire : La Mascarade, Earthdawn et GURPS, le système de jeu de rôle générique édité par Steve Jackson et son studio SJGames. Le studio annonce l'achat de la licence de ce dernier au début de l'année 1994. Ce choix est notamment dû au fait que l'équipe joue déjà au jeu de rôle,.
Interplay accorde peu d'attention au jeu et se concentre sur le développement de jeux de sport et sur son département de jeux en ligne. Le producteur Feargus Urquhart déclare à ce sujet : « C'était presque comme un écran de fumée [...] Tellement d'argent était injecté dans ces choses que vous pouviez aller jouer avec vos jouets et personne ne le saurait. »,.
Pendant plusieurs mois, Tim Cain est la seule personne à travailler sur le projet. En six mois, il conçoit le moteur de jeu. Par la suite, il demande de l'aide à ses collègues pendant leur temps libre, mettant en colère les producteurs du studio,. Moins d'une dizaine de personnes sont présentes lors de leur première réunion. Le projet est mené par Cain, le game designer Christopher Taylor (en) et le directeur artistique Leonard Boyarsky. Par la suite la taille de l'équipe augmente grâce à l'implication du producteur Feargus Urquhart.
Avant de placer son cadre dans un milieu post-apocalyptique, Cain envisage de situer le jeu dans un univers de fantasy, puis souhaite évoquer le voyage dans le temps avec la présence de dinosaures. Le jeu est décrit comme le successeur spirituel du jeu Wasteland (1988), également développé par le studio,. Par ailleurs, une suite à ce dernier est dans un premier temps envisagée, mais le studio n'arrive pas à obtenir les droits de la part d'Electronic Arts. L'idée d'une guerre sino-américaine provient entre autres du film L'Aube rouge de John Milius, qui dépeint une Troisième Guerre mondiale durant laquelle l'Union soviétique envahie le sol américain.
L'équipe a envisagé de créer le jeu à la première personne et en 3D, mais a abandonné l'idée car les modèles n'auraient pas contenu la quantité de détails souhaitée,. Ils choisissent alors la perspective cavalière qui donne une perspective trimétrique. Le jeu est équilibré de telle sorte que, même si les quêtes secondaires sont facultatives, les joueurs qui n'ont pas assez d'expérience pour améliorer leurs compétences sont trop mal équipés pour terminer le jeu. Christopher Taylor est un partisan de la limite de 150 jours afin de garder le joueur impliqué dans la quête principale.

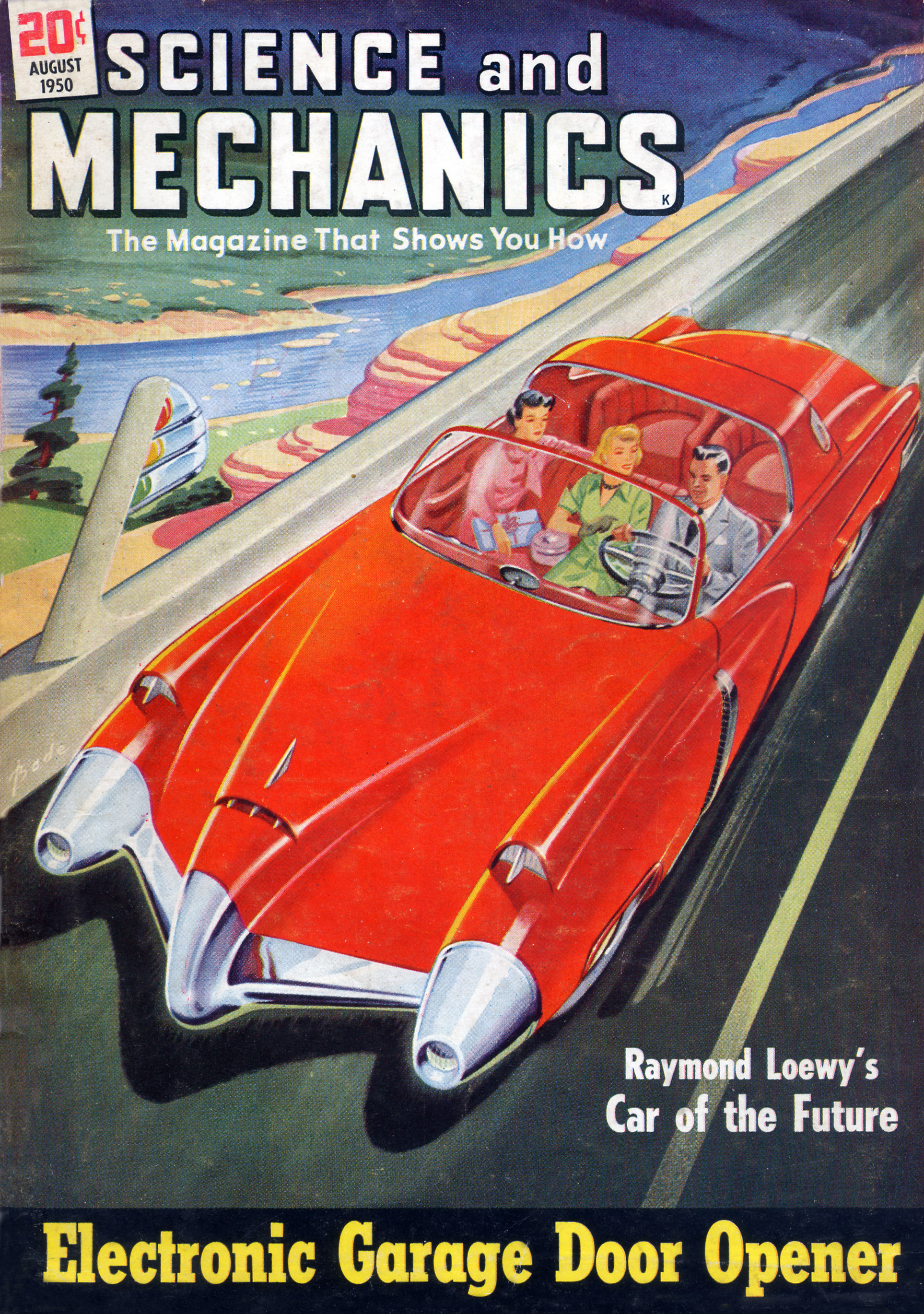
Le jeu se déroule dans un univers post-apocalyptique faisant suite à une époque qui reprend les codes du rétrofuturisme.

Pour ce qui est du titre, l'équipe souhaite le nom Vault 13, là où le marketing désire le nom Post Nuclear Adventure. Le titre Armageddon est plébiscité, mais le nom est déjà attribué à un autre jeu développé par le studio qui sera annulé par la suite. Le titre Fallout est une idée de Brian Fargo.
Grand fan des posters gouvernementaux de la Guerre froide durant les années 1950, Leonard Boyarsky suggère que la franchise se déroule dans une uchronie qui diverge à partir de cette décennie. Pour retranscrire l'aspect rétrofuturisme, le jeu s'inspire des œuvres littéraires et cinématographique sur l'Âge atomique,. Le studio cite le roman Un cantique pour Leibowitz (1960) et les films Mad Max (1979-1985) et A Boy and His Dog (1975),. Ce dernier donne notamment l'idées des abris, des communautés souterraines ou encore des Goules luminescentes,. Le film de science-fiction Forbidden Planet (1956) est également cité pour les technologies du jeu, Cain expliquant que les robots doivent ressembler à Robby le robot et non au Terminator.
Le jeu présente plusieurs entreprise fictives. On trouve ainsi Robco qui est une parodie de Ronco (en), de même que Nuka-Cola avec l'entreprise Coca-Cola. Le nom de General Atomics est cité dans les œuvres de Robert A. Heinlein. L'apparence de la Power Armor provient de films du même style que La Cité des enfants perdus (1995) de Jean-Pierre Jeunet. Les armes énergétiques viennent de différentes œuvres, de Flash Gordon à Blade Runner (1982), en passant par les sérials. La présence de créatures géantes comme les Radscorpions vient de divers films de science-fiction des années 1950 comme Them (1954).
Le studio souhaite utiliser la chanson I Don't Want to Set the World on Fire (en) du groupe The Ink Spots pour le thème principal du jeu. Ne parvenant pas à obtenir les droits, le studio se rabat sur la chanson Maybe (en) du même groupe.

### Une annulation qui plane
Le jeu a failli être une première fois annulé à la suite de l'acquisition par le studio des droits pour les franchises Royaumes oubliés, Planescape et Donjons et Dragons, rendant le projet « sacrifiable ». Tim Cain déclare qu'il a dû supplier le studio pour qu'il puisse continuer le développement.
Après le succès du hack 'n' slash Diablo de Blizzard Entertainment, le studio urge Cain de faire de Fallout un jeu multijoueur en temps réel. Une nouvelle fois, Tim Cain parle aux exécutifs afin de conserver la vision originelle du jeu.
Enfin, en mars 1997, Interplay abandonne le système GURPS. En effet, « presque à la dernière minute », Steve Jackson n'approuve pas la violence et l'humour noir du jeu, les deux parties n'arrivant pas à trouver un terrain d'entente,. Tim Cain et Chris Taylor sont alors chargés de concevoir un nouveau système qui se nomme SPECIAL,. Taylor a une semaine pour recréer le système de règles tandis que Cain a eu une semaine supplémentaire pour le code.

### Création des personnages

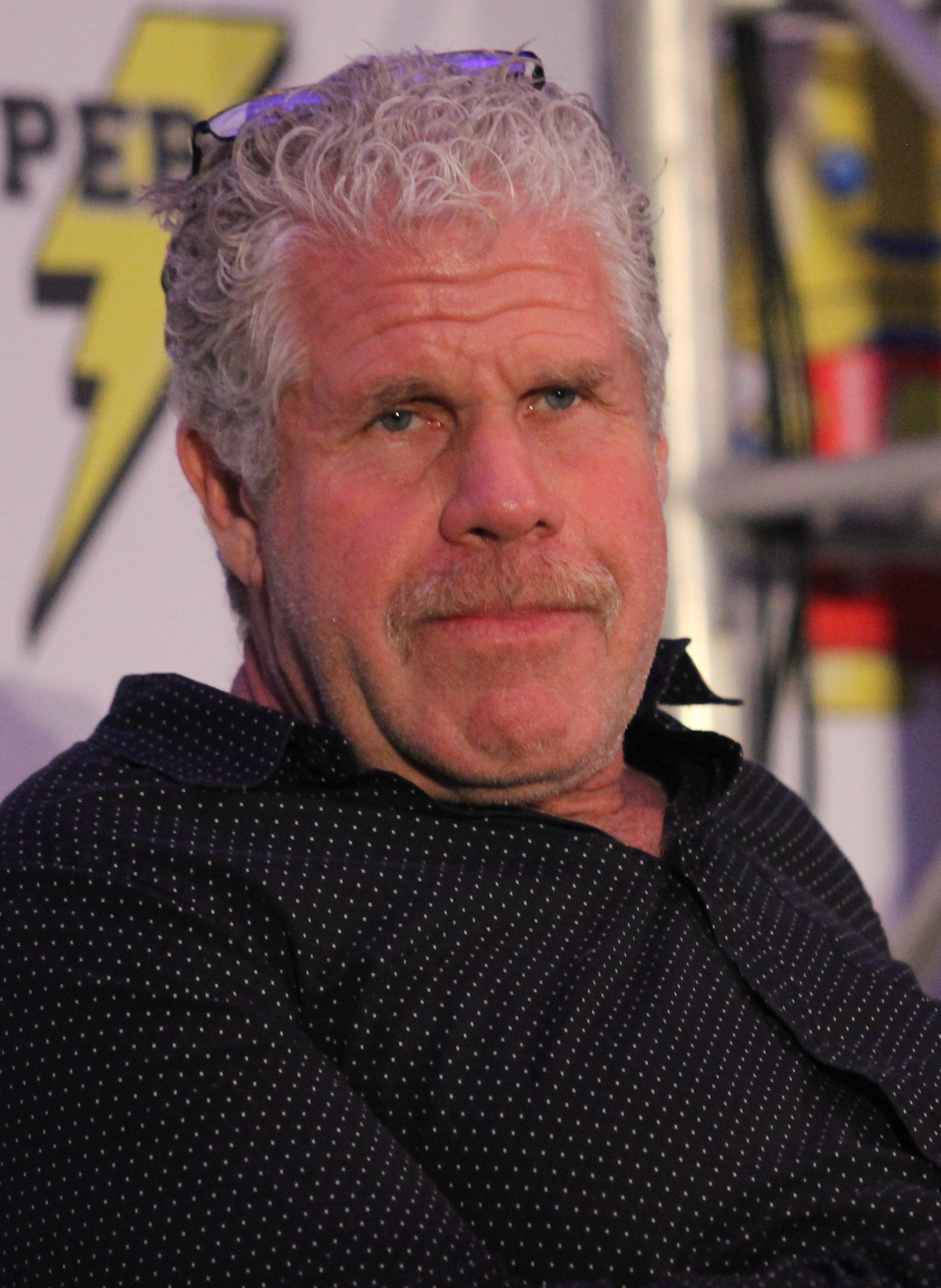
Le comédien Ron Perlman, qui incarne le narrateur du jeu.

Tim Cain n'apprécie pas lorsque le personnage jouable en sait plus par rapport au joueur. Ainsi, choisir l'Habitant de l'Abri qui ne connait rien du monde extérieur comme le joueur permet d'éviter de trouver une fausse excuse comme Fallout: New Vegas qui dépeint un protagoniste amnésique. La distribution du jeu comprend plusieurs noms connus, dont celui de Ron Perlman qui tient le rôle du narrateur. Tim Cain a écrit le prologue ainsi que la célèbre réplique « War. War never changes ». Il explique : « J'ai réfléchi au fait que la guerre était une constante dans l'histoire de l'humanité et à la façon dont les armes de guerre ont changé, mais les raisons de la guerre et les objectifs de la guerre n'ont pas changé. »,. Le jeu Star Control 2 a également influencé le prologue.
Certains personnages dans le jeu ont le visage animé durant les conversations. Les têtes parlantes étaient à l’origine des têtes d’argile sculptées, que l’équipe a étudiées pour déterminer quelles parties du visage devaient être les plus animées. Les têtes ont été numérisées à l'aide d'un bras de mesure Faro et de VertiSketch, avec LightWave 3D qui a servi pour les corrections géométriques et les cartes de texture créées grâce à Adobe Photoshop. Richard Dean Anderson interprète Killian Darkwater, le maire de Dépôtville, tandis que David Warner prête sa voix à Morpheus, le chef des Enfants de la Cathédrale,. On trouve également Tony Shalhoub, Brad Garrett ou encore CCH Pounder.

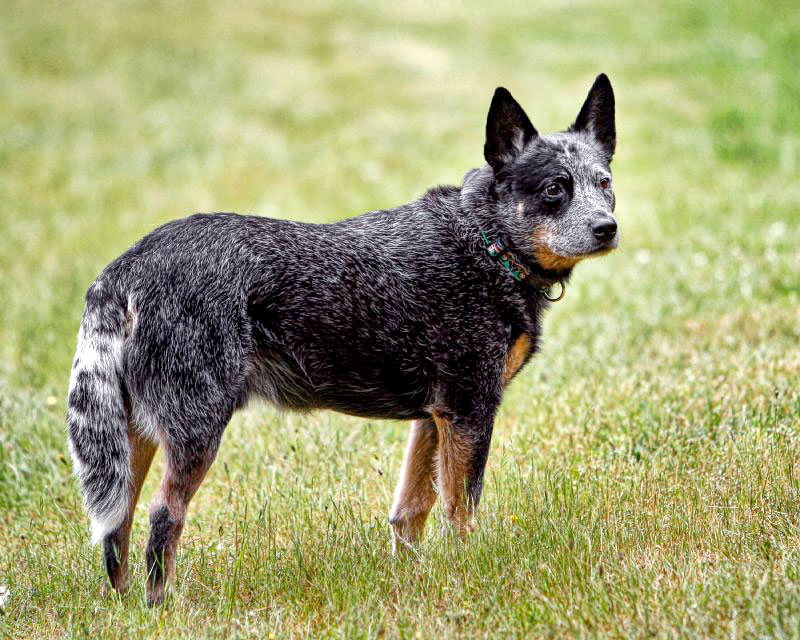
Comme le montre Fallout et d'autres œuvres post-apocalyptiques avant lui, le meilleur ami du survivant est un chien.

L'équipe de développement a conçu une faction de mutants qui plongent des personnes dans des cuves à virus afin de créer d'autres mutants. Un membre de l'équipe s'est demandé ce qui se passerait si plus d'une personne tombait dans la cuve. L'équipe conceptualise alors le chef de la faction comme un mélange entre un homme, une femme et un terminal d'ordinateur qui auraient muté ensemble. Le personnage alterne entre trois voix : masculine, féminine et électronique. Le Maître représente un des nombreux dilemmes éthiques du jeu, puisqu'il pense sauver l'humanité en la transformant et en la rendant invulnérable face aux radiations. Son nom de naissance est celui du savant fou qui donne le titre du roman L'Île du docteur Moreau (1886) de H. G. Wells. Kath Soucie est la voix féminine du Maître, tandis que Jim Cummings est sa voix masculine,. Ce dernier est également la voix du mafieux Gizmo et de Set, le chef des goules.
Le personnage du chien Dogmeat (en) (« Canigou » en VF) est grandement inspiré du chien de Max Rockatansky qui apparait dans le film Mad Max 2 (1981), comme l'explique Tim Cain : « Leonard Boyarsky, le directeur artistique... faisait tourner ce film en continu dans son bureau, et je pense qu'il a remarqué à plusieurs reprises qu'avoir un chien dans le jeu serait vraiment cool. [C'est] pourquoi nous voulions un chien en premier lieu. »,. Quant à l'origine de son nom, c'est probablement une référence au film A Boy and His Dog dans lequel le protagoniste nomme de la même manière son chien. Ses statistiques sont élevées pour plusieurs raisons : « Premièrement, il était un personnage emblématique à ajouter au jeu, il serait donc plutôt peu dramatique qu'il soit faible et inutile ; et deuxièmement, puisqu'il ne pouvait pas utiliser d'armes à distance, il devait être suffisamment résistant pour contribuer d'une manière ou d'une autre au combat au corps à corps »,.

## Sortie
Boyarsky et Jason D. Anderson ont créé les publicités de Fallout. Fallout n'a pas eu de bande-annonce, mais une démo est sortie le 26 avril 1997
L'emballage a été conçu pour ressembler à une gamelle et le manuel a été conçu pour ressembler à un guide de survie afin de refléter le style du jeu. Le développement du jeu se termine le 1er octobre 1997. Le jeu sort le 10 octobre 1997.
Le jeu a ensuite été publié sur macOS par la division Interplay MacPlay,. La version 1.1 corrige des bugs et supprime le délai de 500 jours,.

## Accueil

### Critiques
Fallout reçoit un accueil critique très favorable. Computer Gaming World le qualifie de « jeu qui était clairement un travail d'amour... avec de l'humour, du style et des idées à revendre, et avec un accent merveilleusement rafraîchissant sur le développement du personnage et de la prise de décision ». Todd Vaughn de PC Gamer US écrit que son « mélange étroitement intégré de combat, de narration et d'énigme garde le rythme rapide et vif, et vous incitera à y revenir encore plus ». Selon Computer Games Strategy Plus, « à une époque où beaucoup prédisent la mort des RPG traditionnels aux mains des extravagances multijoueurs, Fallout est un exemple brillant du genre, qui rayonne positivement de qualité ».
L'Academy of Interactive Arts and Sciences nomme Fallout dans les catégories « Personal Computer: Role Playing Game of the Year » et « Outstanding Achievement in Sound and Music » mais décerne ces prix respectivement à Dungeon Keeper et PaRappa the Rapper. De même, la Computer Game Developers Conference nomme le jeu pour son Spotlight Awards (en) du « Best Adventure/RPG » mais celui-ci va finalement à Final Fantasy VII. Cependant, Fallout est nommé le meilleur jeu de rôle informatique de 1997 par les magazines Computer Gaming World, PC Gamer US, le site GameSpot et le magazine Computer Games Strategy Plus,.

### Ventes
À sa sortie, Fallout est un succès commercial bien qu'il ne soit pas aussi populaire que d'autres autres jeux de rôle comme Diablo (1997) et Baldur's Gate  (1998),. S'il n'a pas répondu aux attentes de vente, il a développé une forte communauté auprès du public, et a vendu assez de copies pour produire une suite. Il devient la douzième meilleure vente de jeux vidéo sur ordinateur d'octobre 1997 aux États-Unis, totalisant 53 777 ventes dans le pays à la fin de 1997. CNET Gamecenter note que le jeu fait partie du succès des jeux de rôle du mois, aux côtés Ultima Online et Lands of Lore 2: Guardians of Destiny, déclarant « Si la liste d'octobre est une indication, les RPG sont de retour. »,,.
Dans le monde entier, plus de 100 000 exemplaires du jeu sont expédiés en décembre 1997. Erik Bethke (en) annonce la vente de 120 000 copies du jeu après un an. En mars 2000, 144 000 exemplaires du jeu avaient été vendus, uniquement aux États-Unis. Le rédacteur de GameSpot, Desslock, a qualifié ces ventes de « très bonnes ventes, d'autant plus que les chiffres globaux [dans le monde] sont probablement deux fois plus élevés ». Inversement, Fallout connait des ventes faibles au Royaume-Uni, le jeu et sa suite ne totalisaient qu'un peu plus de 50 000 ventes cumulées sur toute la durée de vente de ces jeux dans cette zone.
Selon Brian Fargo, les ventes de Fallout ont finalement atteint 600 000 exemplaires en 2017.

## Postérité

### Suites

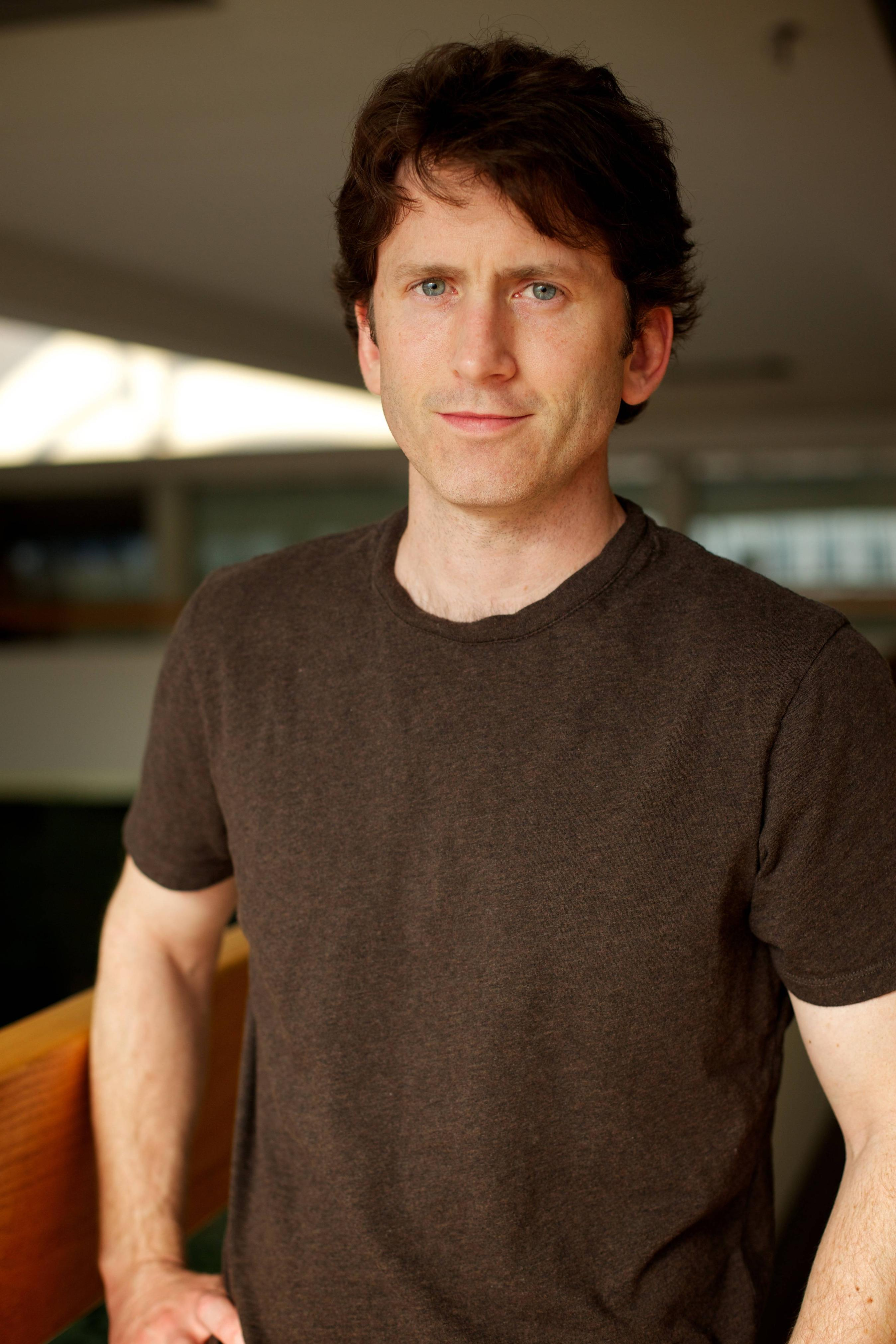
Todd Howard, réalisateur et producteur exécutif de Bethesda Game Studios, qui s'occupe des jeux de la franchise depuis le rachat des droits par Bethesda Softworks du troisième volet, puis de propriété intellectuelle de la licence,,.

Fallout donne naissance à Fallout 2, une suite très semblable du point de vue graphique et de jeu développée également par Black Isle Studios et édité par Interplay en 1998. L'intrigue se situe 80 ans après l'histoire du premier volet et suit un descendant du protagoniste. Le jeu débute sa production au milieu de l'année 1997, avant d'être annoncé en décembre,.
En 2001, le studio australien Micro Forté (en) développe le jeu Fallout Tactics, un nouveau volet qui rompt avec les codes de la franchise puisqu'il s'agit d'un jeu de stratégie alternant tour par tour et temps réel.
Par la suite, le projet d'un troisième volet reprenant les mêmes bases que ses prédécesseurs et marquant le retour de Black Isle Studios au développement est mis en chantier. Le développement du jeu est compliqué, notamment à cause de la situation financière de Titus Interactive ainsi que des faibles revenus d'Interplay. À cela s'ajoute le départ de plusieurs membres du studio qui décident pour la plupart de fonder le studio Obsidian Entertainment. Ayant le nom de code Van Buren, le projet est interrompu en cours de route. Titus décide de développer le département console d'Interplay et lance le développement du jeu de rôle et d'action Fallout: Brotherhood of Steel qui sort en 2004. La même année, le studio vend les droits de Fallout 3 à Bethesda Softworks.
En 2006, le MMO Fallout Online (en) est annoncé. En avril 2007, Bethesda Softworks rachète la propriété intellectuelle de la licence. Interplay garde les droits du MMO si le jeu connait une forte avancée dans son développement dans les deux ans suivant l'accord. En octobre 2008, Bethesda sort Fallout 3, le premier de la série à être en 3D à la première personne avec des combats en temps réel. En 2012, Bethesda paye 2 000 000 $ pour acheter les droits du MMO.
Le studio Obsidian Entertainment sort Fallout: New Vegas en 2010. En 2015, Bethesda sort le jeu vidéo mobile gratuit Fallout Shelter ainsi que Fallout 4. En 2018, le studio sort le jeu multijoueur Fallout 76.

### Réception postérieure
Au fil des années, Fallout continue de recevoir des acclamations de la part de la presse spécialisée qui le considère généralement comme un des meilleurs jeux de rôle PC,,,. Les critiques considèrent le jeu comme innovant et saluent son cadre comme étant rafraîchissant pour un jeu de rôle,,,,.
Son classement au sein de la franchise est différent suivants les critiques. GamesRadar+ le classe au bas de la série, IGN le classe au milieu, tandis que Kotaku et Paste Magazine le classent parmi les meilleurs,,,.
Le Vault Boy (en), la mascotte de la franchise Fallout, est considéré comme l'un des plus grands personnages de jeux vidéo,.
Quant au Maître, ce dernier est considéré comme un des meilleurs méchants du jeu vidéo,,. GameSpot qualifie la voix de Jim Cummings qui tient le rôle du Maître de « glaçante » et considère le personnage comme « l'un des antagonistes les plus mémorables de l'histoire du jeu vidéo ». La confrontation finale est saluée par les critiques qui apprécient les multiples solutions possibles basées sur le système des personnages,,,.
Plusieurs journalistes ont particulièrement loué la possibilité de convaincre le Maître qu'il a tort, IGN déclarant que cette capacité prouve que dans les jeux de rôle, le dialogue peut être tout aussi valable que le combat. Mike Williams de USGamer déclare : « Même à la fin, Fallout est une question de choix pour le joueur, et les choix qui s'offrent à vous sont plutôt intelligents. »,. GamesRadar+ qualifie la rencontre du joueur avec le Maître comme étant « l'un des moyens de narration les plus frappants de son époque. », là où IGN la décrit comme un des plus grands moments de la franchise.
Le jeu a été intronisé au « Temple de la renommée » — ou pour un prix similaire — de Computer Gaming World, GameSpot, GameSpy et IGN.
Fallout est inclus dans livre Les 1001 jeux vidéo auxquels il faut avoir joué dans sa vie sorti en 2010 et a fait partie de l'exhibition The Art of Video Games (en) du musée Smithsonian American Art Museum. Fallout est classé comme l'un des meilleurs jeux PC de tous les temps par PC Gamer,, et IGN,. Enfin, il est dans la liste des plus grands jeux de tous les temps (en) d'IGN et de Polygon,.

### Impact culturel

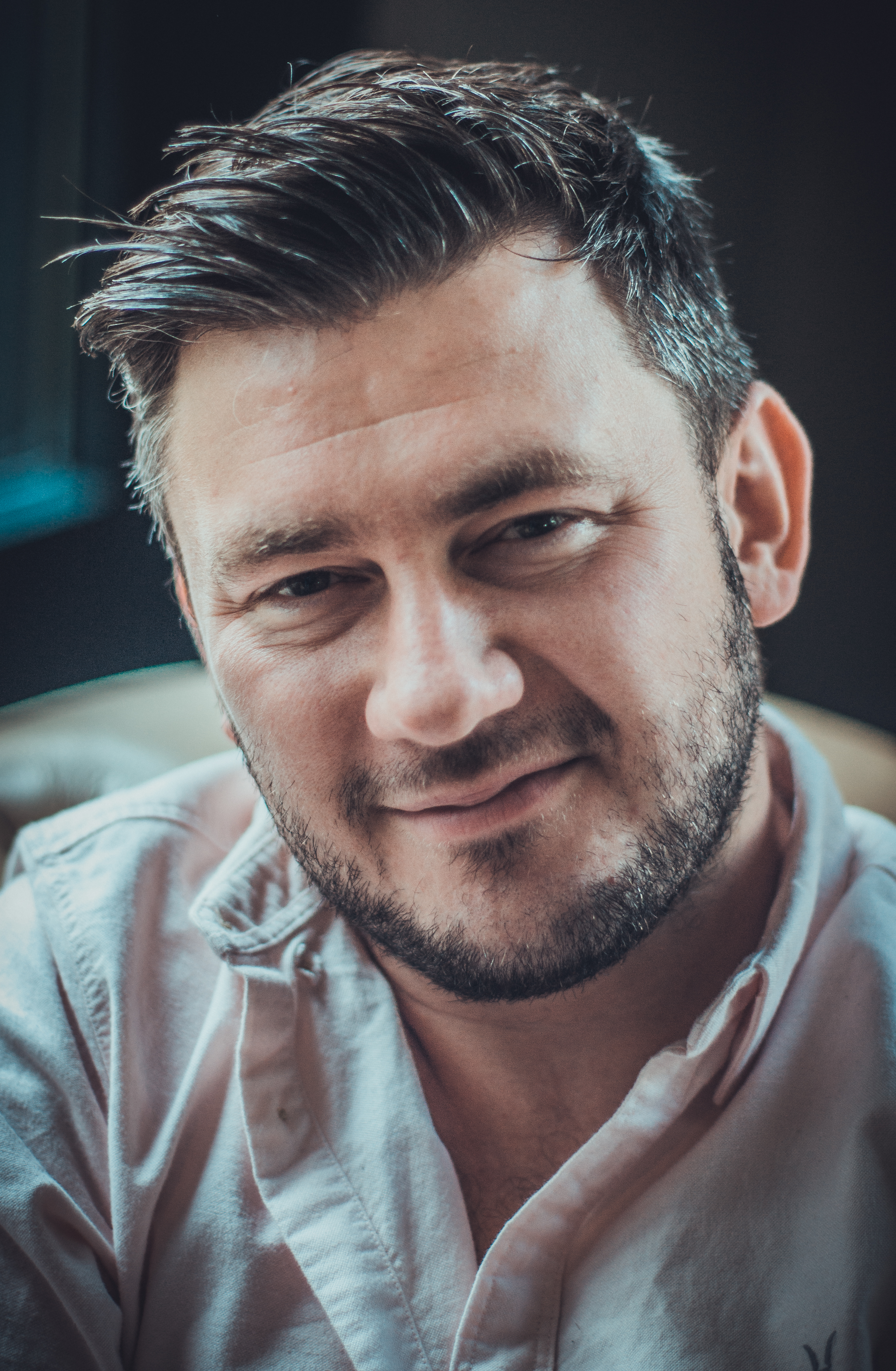
L'auteur russe Dmitri Gloukhovski a déclaré que le premier jeu Fallout a été une inspiration pour l'écriture de son roman Métro 2033, publié en 2005.

Les années 1990 ont vu un déclin de la popularité des jeux de rôle sur ordinateur en raison de concepts éculés, de la compétition avec d'autres genres comme les jeux de tir à la première personne et les jeux de stratégie en temps réel,, ou à cause de leur mauvaise qualité. Fallout est reconnu comme l'un des nombreux jeux de rôle innovants qui ont relancé la popularité du genre,,. En 2000, Mark H. Walker écrit pour  CNET Gamecenter : « Le genre RPG était clairement en récession au milieu des années 90, mais [...] la renaissance a commencé lorsque Fallout d'Interplay est arrivé dans les magasins. »,. Quant à Rowan Kaiser d' Engadget, Fallout est le « premier jeu de rôle moderne »,.
Des membres de l'équipe de développement ont travaillé sur des jeux qui sont influencés par Fallout, tels que Neverwinter Nights 2 (2006), Alpha Protocol (2008) ou encore Wasteland 2 (2014),,.
Une fonctionnalité similaire aux Aptitudes appelée feat a été ajoutée dans la troisième édition de Donjons et Dragons.
Les jeux Metro 2033 (2010) et Atom RPG (2018) ont également été influencés par le jeu,. On trouve également des influences dans Deus Ex (2000), Dark Angel: Vampire Apocalypse (2001) ou encore Weird West (2022),,.

### Adaptations et autres
En 1998, Interplay a écrit le scénario d'un film qui serait produit par son propre studio, Interplay Films. L'adaptation a été annulée à la suite de la dissolution d'Interplay Films en 2000.
En 2002, Chris Avellone, un designer de Fallout 2, a compilé des recherches sur l'univers de Fallout et a publié une série d'articles connus sous le nom de « Fallout Bible ». À la suite de l'achat de la franchise de la part de Bethesda, la Bible n'est plus canonique.
Morgan sort une version remasterisée de la bande-originale du jeu en mai 2010.
En juillet 2020, une adaptation télévisée de la franchise est annoncée. Lisa Joy et Jonathan Nolan sont annoncés à la création tandis que la diffusion est prévue sur le service Prime Video. La série débute le 10 avril 2024.